# Johann Steinnus

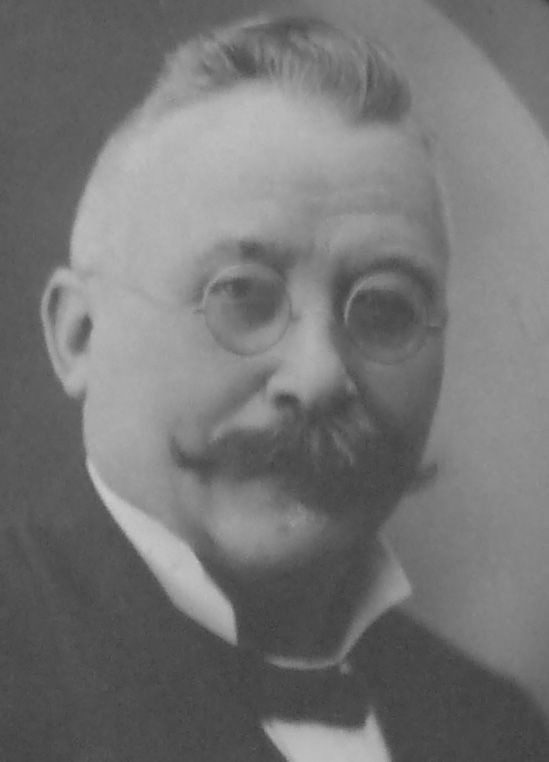
Johann Steinnus

Johann Steinnus (* 18. Februar 1861 in Urbar; † 10. August 1924 in Köln) war ein deutscher Steinmetz. 

## Leben
Johann Steinnus wuchs in Urbar bei Koblenz auf und ging dort auch zur Schule. Von 1877 bis 1880 machte er bei seinem Vater Johann Hubert Steinnus (1837–1884), der in Köln den Steinmetzbetrieb seines Onkels J. Spiegel führte, eine Ausbildung zum Steinmetz. 1882 legte er in Köln die Meisterprüfung ab. Am 30. August 1883 heiratete er Maria Katharina Wagner, mit der er sechs Söhne und vier Töchter hatte. 1885 konnte er die von seinem Vater betriebene Steinmetzwerkstatt übernehmen und weiter ausbauen. Der Handwerksbetrieb befand sich in der Aachener Straße Nr. 21. Mehrere Zweigstellen seines Unternehmens sind entlang der Aachener Straße überliefert.
Neben dem Melaten-Friedhof, den er hauptsächlich mit Grabdenkmälern ausstattete, arbeitete er auf allen Friedhöfen von Köln. Da er eigene Fuhrwerke besaß, lieferte er Grabmäler bis in die Eifel. Seine Tätigkeit erstreckte sich auch auf die werksteinmäßige Bearbeitung von Fassaden des Kölner Wohnungsbaus. Seine Söhne Martin (Maler und Bildhauer) und Wilhelm (Steinmetzmeister) übernahmen nach dem Tod des Vaters den Betrieb, der heute in der sechsten Generation immer noch in unmittelbarer Nachbarschaft des Melaten-Friedhofs geführt wird.

## Grabanlagen auf dem Melatenfriedhof
Folgende 74 denkmalgeschützte Grabanlagen (gegliedert nach „Datum der Werkausführung/Familienname/Grabmaltyp/Position“) befinden sich auf Melaten:
- 1880: Bergsch, Kreuzstele, Fl. 61, Nr. 279–280
- 1884: Hämmerling, Stele, Fl. 43, Nr. 47–48
- 1885: Pauli, Kreuzstele mit Wangen, Fl. 67a, Nr. 3
- 1890: Stein, Kreuzstele, Fl. 57, Nr. 131
- 1891: Nettesheim, Kreuzstele, Fl. 73a, Nr. 44–45
- 1892: Fetten/Fröbes, ehem. Kreuzstele, Fl. 60, Nr. 45
- 1893: Wirtz/Alsdorf/Kresse, Kreuzstele mit Wangen, Fl. I, Nr. 15–16a
- 1893: Steinkrüger, Kreuzstele, Fl. 59, Nr. 143–144
- 1893: Deus, Kreuzstele, Fl. 59, Nr. 304
- 1894: Plaskuda, Obelisk mit Wangen, Fl. 57, Nr. 19–22
- 1895: Kall, Kreuzstele, Fl. 61, Nr. 216–218
- 1895: Jülich/Rameken, Kreuzstele, Fl. 61, Nr. 225–226
- 1896: Pier, Stele, Fl. 40, Nr. 96–97
- 1896: Schumacher/Dollhausen, Kreuzstele mit Wangen, Fl. G, Nr. 130a-130b
- 1898: Seul/Assmacher, Kreuzstele, Fl. 72, Nr. 238–239
- 1898: Bär/Schumacher, Kreuzstele, Fl. 73, Nr. 190–191
- 1899: Leurs, Kreuzstele, Fl. 61, Nr. 6–7
- 1899: Kaesmacher, Kreuzstele, Fl. 63, Nr. 70–71
- 1899: Kröll, ehem. Kreuzstele, Fl. 63, Nr. 92–93
- 1899: Bonn, Kreuzstele, Fl. 66, Nr. 34–35
- 1899: Vianden, Kreuzstele, Fl. 94, Nr. 120–121
- 1900: Effertz/Kusenbach, Kreuzstele mit Wangen, Fl. 2 in M, Nr. 16–17
- 1900: Thissen/Esser, Figurenstele mit Wangen, Fl. 66, Nr. 5
- 1900: Trimborn, Kreuzstele, Fl. 73, Nr. 1–3
- 1900: Seinsche, Kreuzstele, Fl. 77, Nr. 88–90
- 1900: Botz, ehem. Kreuzstele, Fl. 80, Nr. 53–54
- 1900: Bootz, Kreuzstele, Fl. 95, Nr. 387–388
- 1900: Woocker/Metz, ehem. Kreuzstele mit Wangen, HWG, Nr. 212
- 1900: Dünnwald/Thiel, Figurenstele, Fl. 77, Nr. 91–93
- 1901: Sturm/Herber, Kreuzstele, Fl. 37, Nr. 38–39
- 1902: Göller, Pultsteine, Fl. 77, Nr. 16–18
- 1902: Elven/Goecke, Stele, HWG, Nr. 148
- 1903: Jansen, Kreuzstele, Fl. 77, Nr. 70–71
- 1903: Jonen, Figurenstele mit Wangen, Fl. 78, Nr. 40–41
- 1903: Sieberichs, Kreuzstele, Fl. 79, Nr. 52–53
- 1903: Drube, Kreuzstele, Fl. 87, Nr. 198–199
- 1904: Hoevels, Kreuzstele mit Wangen, Fl. 94, Nr. 212–215
- 1905: Schmutte, Obeliskenstele, Fl. 87, Nr. 76–77
- 1905: Harzheim, Figurenstele, Fl. 84, Nr. 48
- 1906: Brüninghausen/Herschel, Figurenstele, Lit. I, Nr. 114
- 1907: Appelbaum, Kreuzstele mit Wangen, Fl. 94, Nr. 76–77
- 1908: Düppen, Kreuzstele, Fl. 57, Nr. 342–343
- 1908: Krudewig, Kreuzstele mit Wangen, Fl. 74, Nr. 173–174
- 1908: Marx/Krahforst, Kreuzstele, Fl. 74, Nr. 188–189
- 1908: Hilberath/Ostwald, Stele mit Wangen, Fl. 74, Nr. 192–193
- 1908: Polster, Kreuzstele, Fl. 74, Nr. 218–220
- 1908: Officier/Weyer/Tönnesen/Heiming, Figurenstele, Lit. O, Nr. 128
- 1908: Haass, Gittergrab mit liegender Platte, Lit. G, Nr. 75
- 1908: Kramer/Erckelentz/u.a., Figurenstele mit Wangen, Fl. 71, Nr. 105–106
- 1909: Hall, Kreuzstele, Fl. 74, Nr. 381–382
- 1909: Schaaf, Kreuzstele mit Wangen, Fl. 74, Nr. 390–391
- 1909: Nettekoven, Kreuzstele, Fl. R1, Nr. 92–94
- 1910: Buhr/Sackmann, Kreuzstele, Lit. I, Nr. 470–471
- 1910: Zimmermann, Kreuzstele, Lit. H, Nr. 199–200
- 1911: Serf/Backhaus, Pseudofindling, Fl. 72a, Nr. 76–77
- 1911: Nebe/Rieger, Kreuz mit Wangen, Fl. 63a, Nr. 204–205
- 1911: Nicolai/Wolfgarten, Kreuzstele, Fl. 87, Nr. 236–237
- 1912: Curtius, Kreuzstele mit Wangen, Fl. 64a, Nr. 136–137
- 1912: Michels, Kreuzstele mit Wangen, Fl. 72a, Nr. 231–233
- 1912: Hoffmann, Ädikula mit Wangen, Fl. 64a, Nr. 56–57
- 1913: Hamacher, Kreuz, Fl. N, Nr. 44
- 1913: Reden/Schonert, Kreuzstele mit Wangen, Fl. U, Nr. 1–1b
- 1913: Bellen, Kreuzstele mit Wangen, Fl. 73, Nr. 12–13
- 1913: Erven/Wagenbach, Ädikula, Fl. 28, Nr. 62–63
- 1915: Lieske/Giese-Koerfer, Stele, Lit. K, Nr. 10a
- 1915: Wittenberg, Ädikula mit Wangen, Lit. K, Nr. 116a-116b
- 1915: Goller, Kreuzstele mit Wangen, Lit. K, Nr. 405a-405b
- 1916: Blum/Ebinger, Kreuzstele mit Wangen, Fl. 2 in M, Nr. 42–43
- 1917: Roggendorf, Kreuzstele mit Wangen, Fl. P, Nr. 114–116
- 1918: Schaefer, Kreuzstele, Fl. 40, Nr. 277–279
- 1918: Merten, Ädikula, Fl. 60, Nr. 98–99
- 1918: Rodberg, Kreuzstele mit Wangen, Fl. 73, Nr. 14–15
- 1919: Steinnus, Grabwand, Fl. 73a, Nr. 10
- 1920: Hallerbach, Stele, Fl. 33, Nr. 7–8

## Bilder von den Grabmälern (Auswahl)

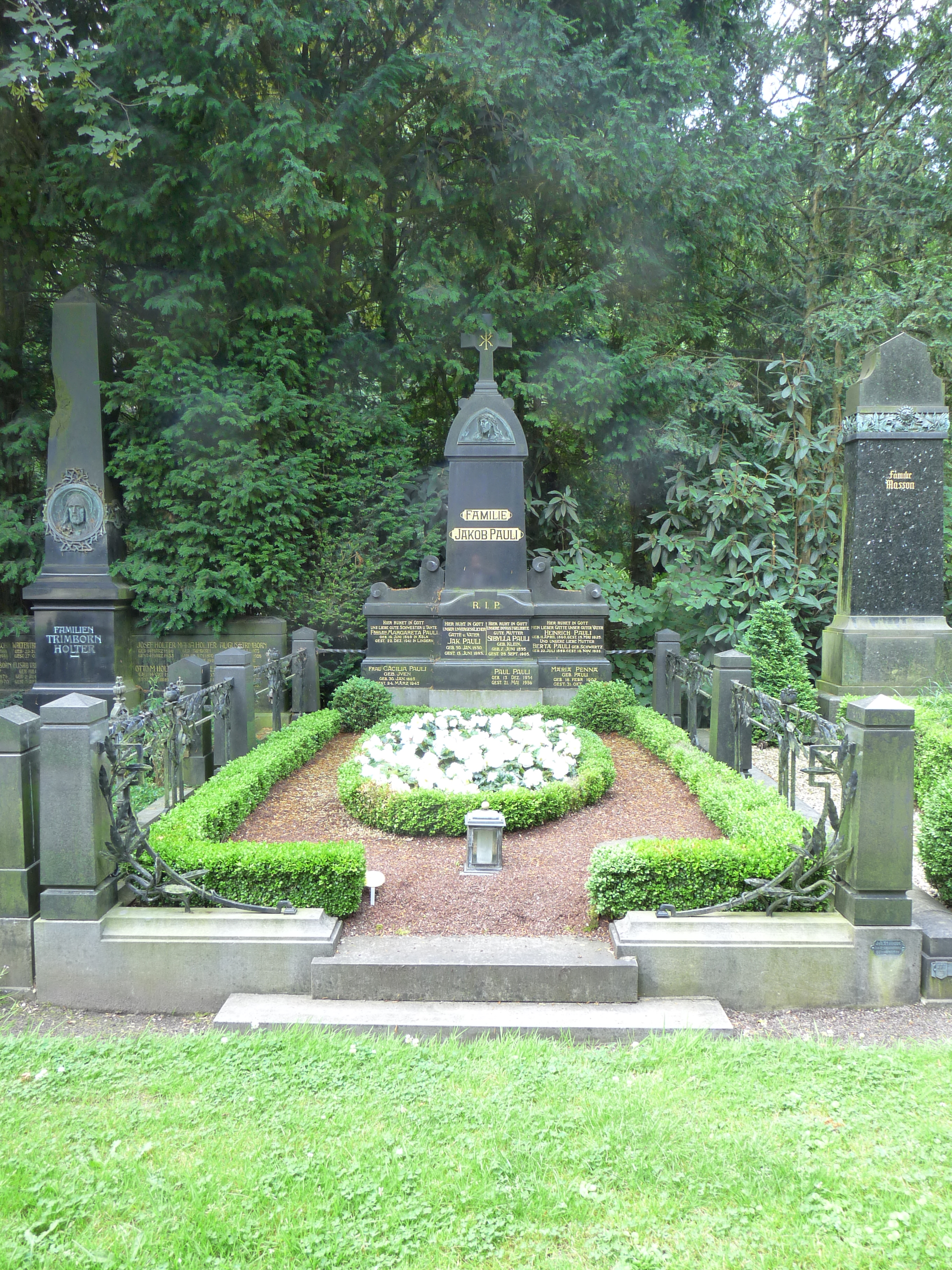
Grabmal Pauli, Fl. 67a, Nr. 3
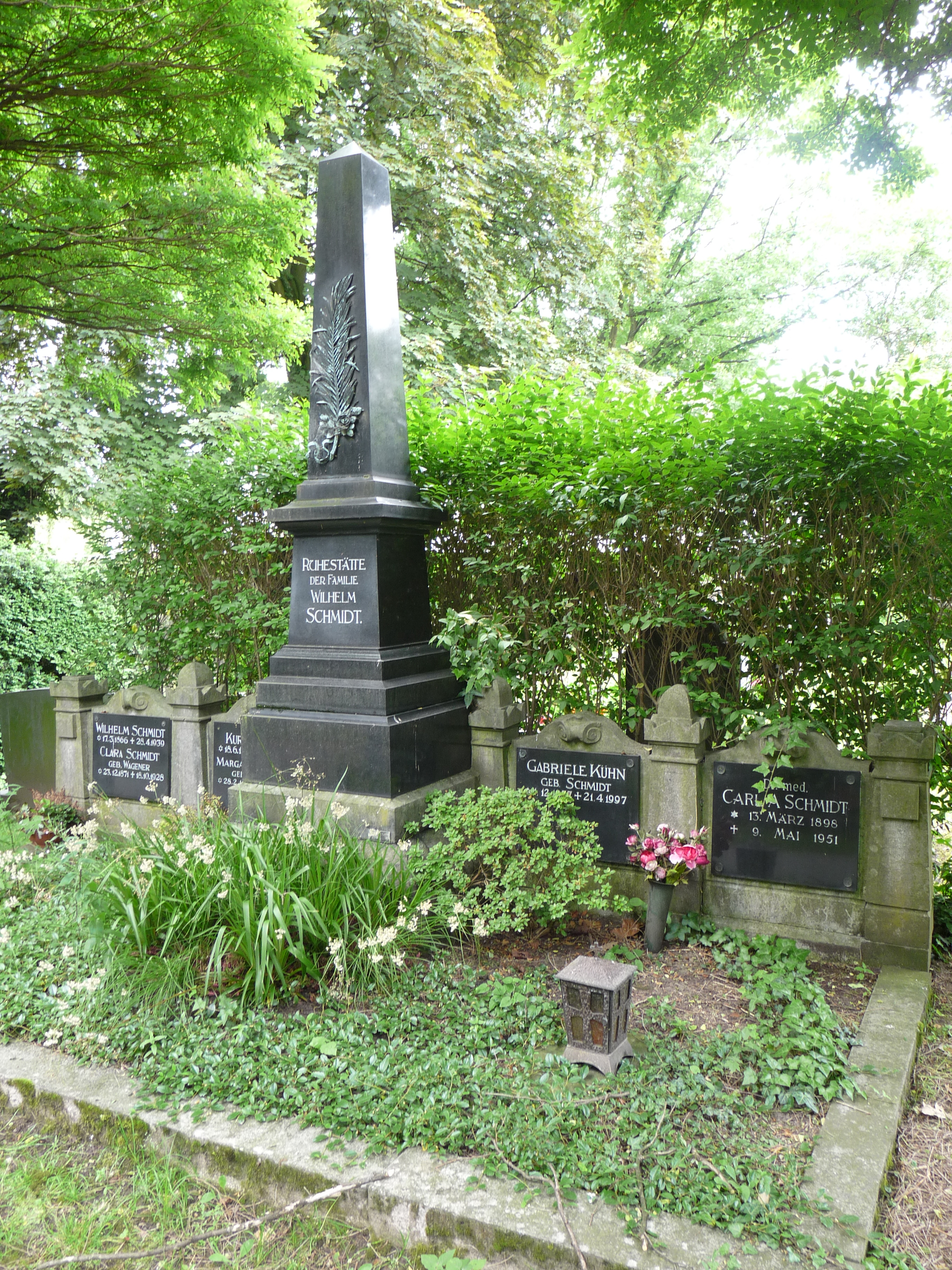
Grabmal Plaskuda, Fl. 57, Nr. 19–22
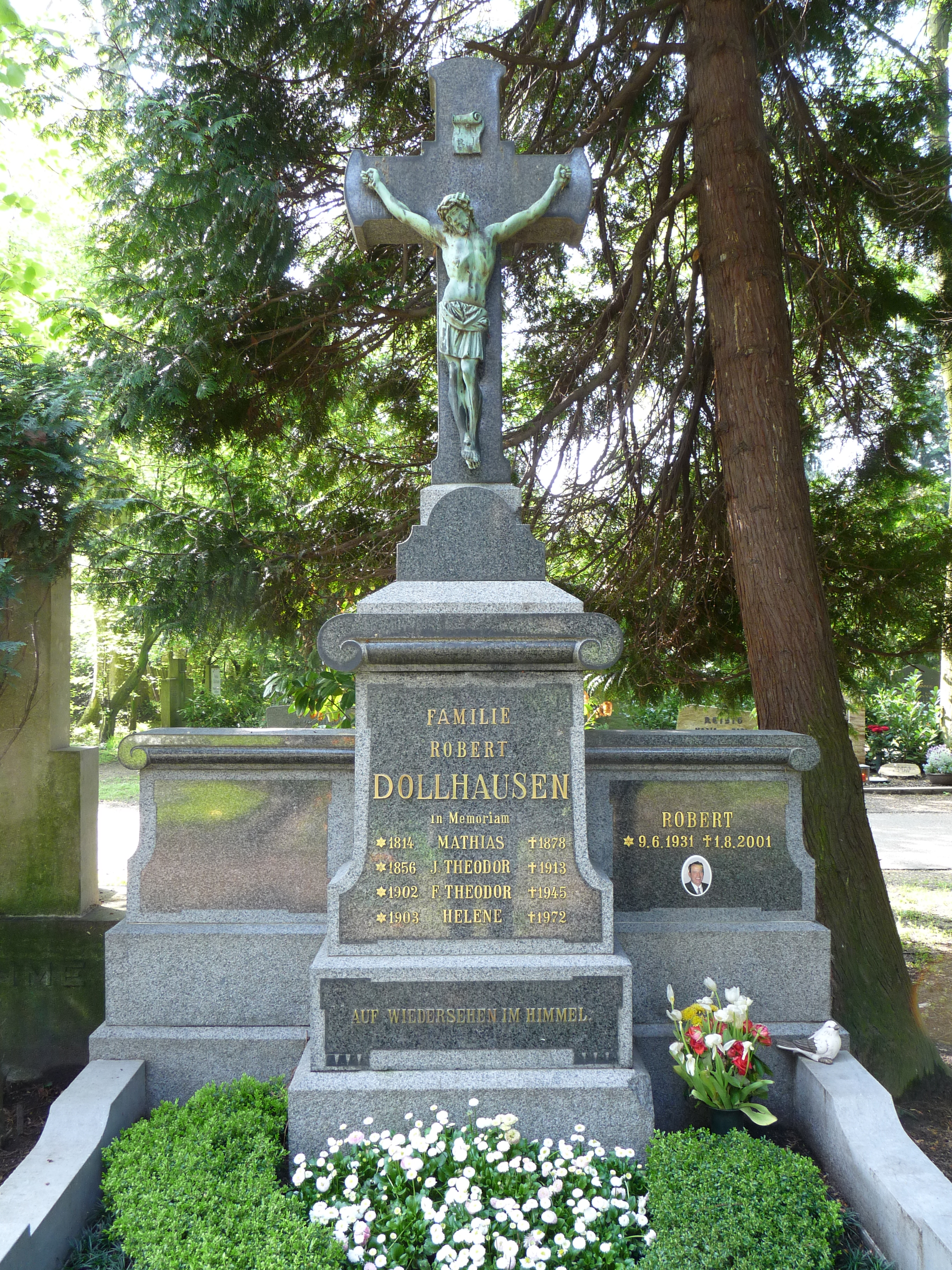
Grabmal Schumacher/Dollhausen, Fl. G, Nr. 130a-130b
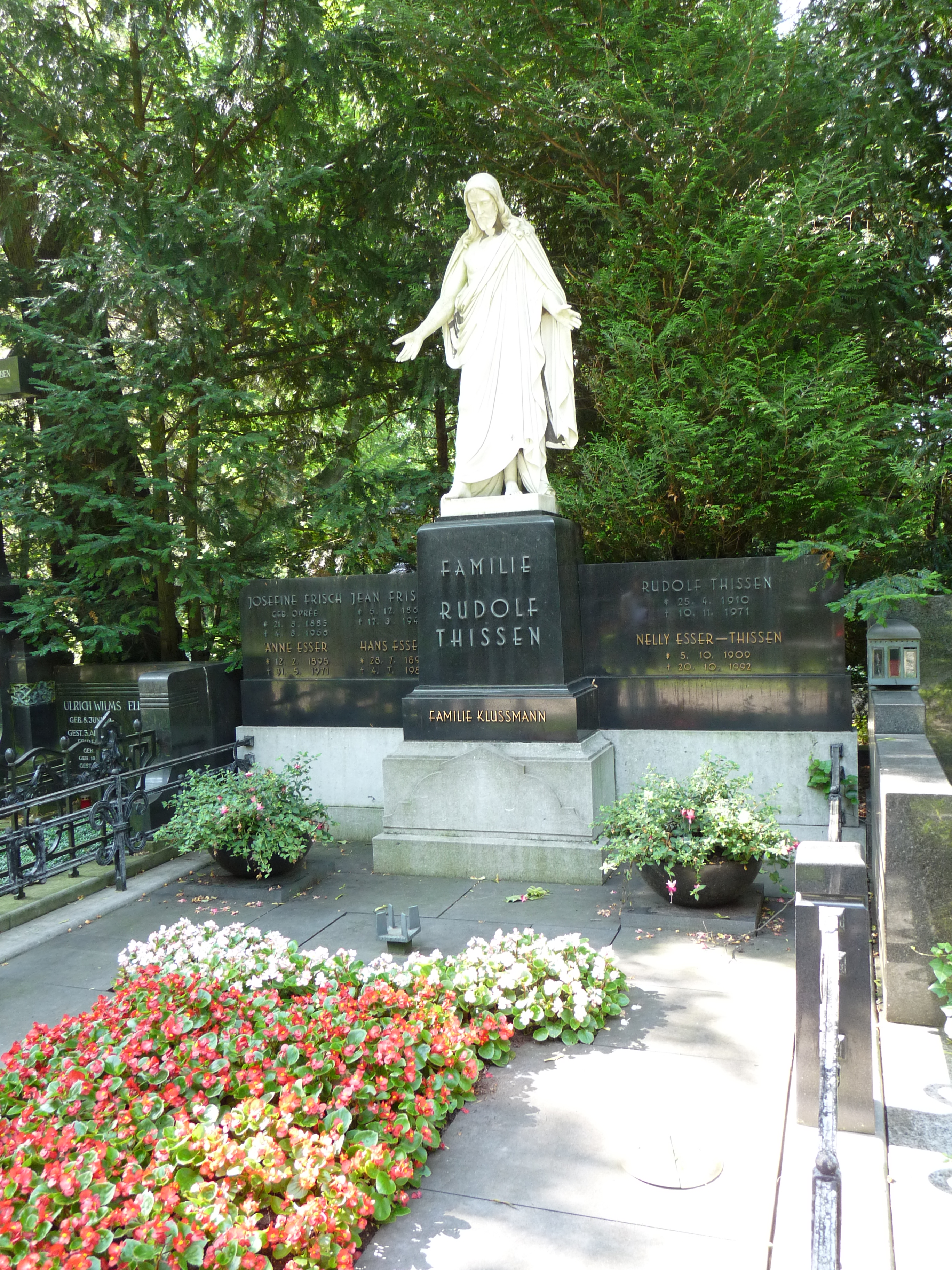
Grabmal Thissen/Esser, Fl. 66, Nr. 5
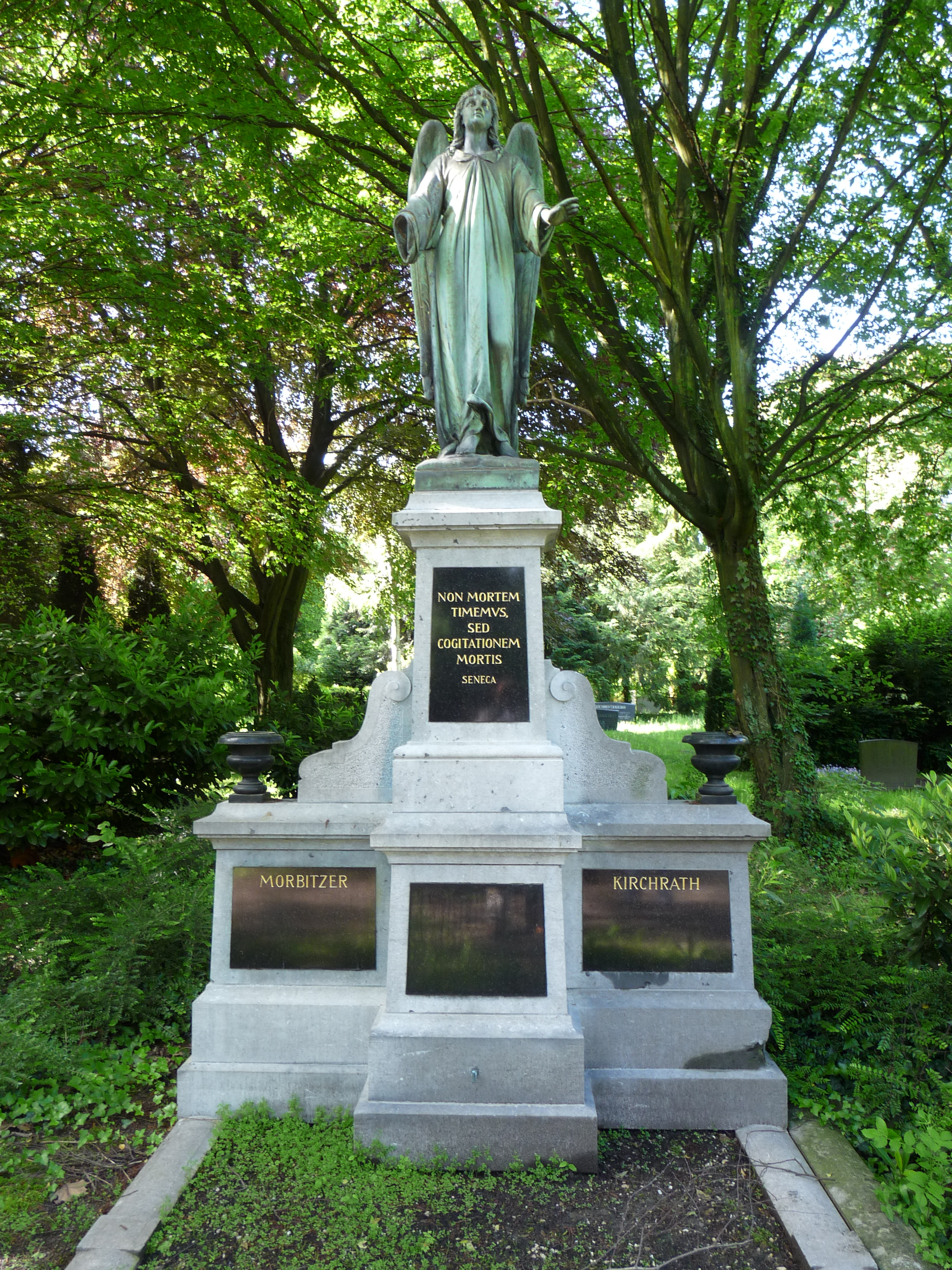
Grabmal Jonen, Fl. 78, Nr. 40–41
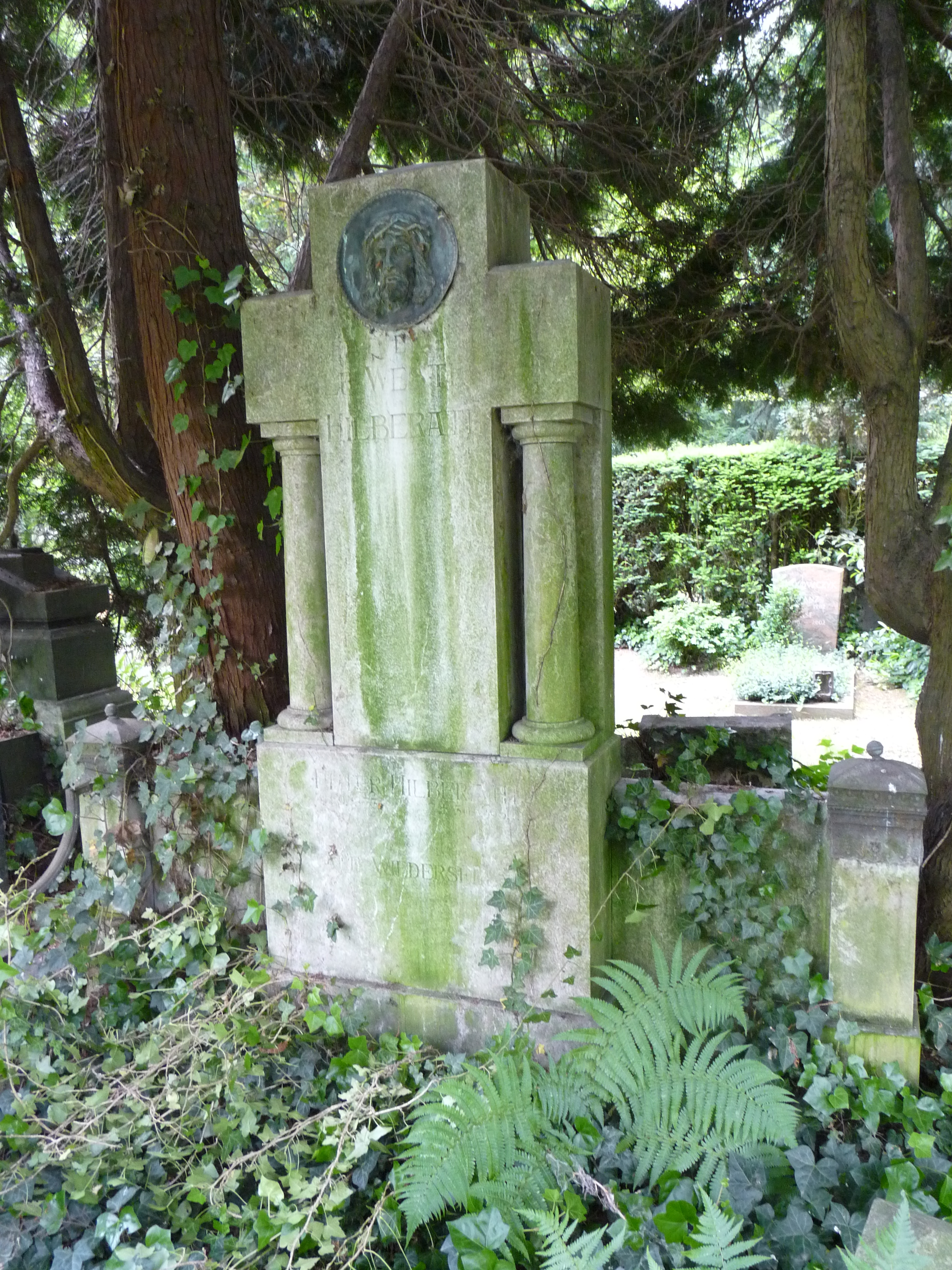
Grabmal Hilberath/Ostwald, Fl. 74, Nr. 192–193
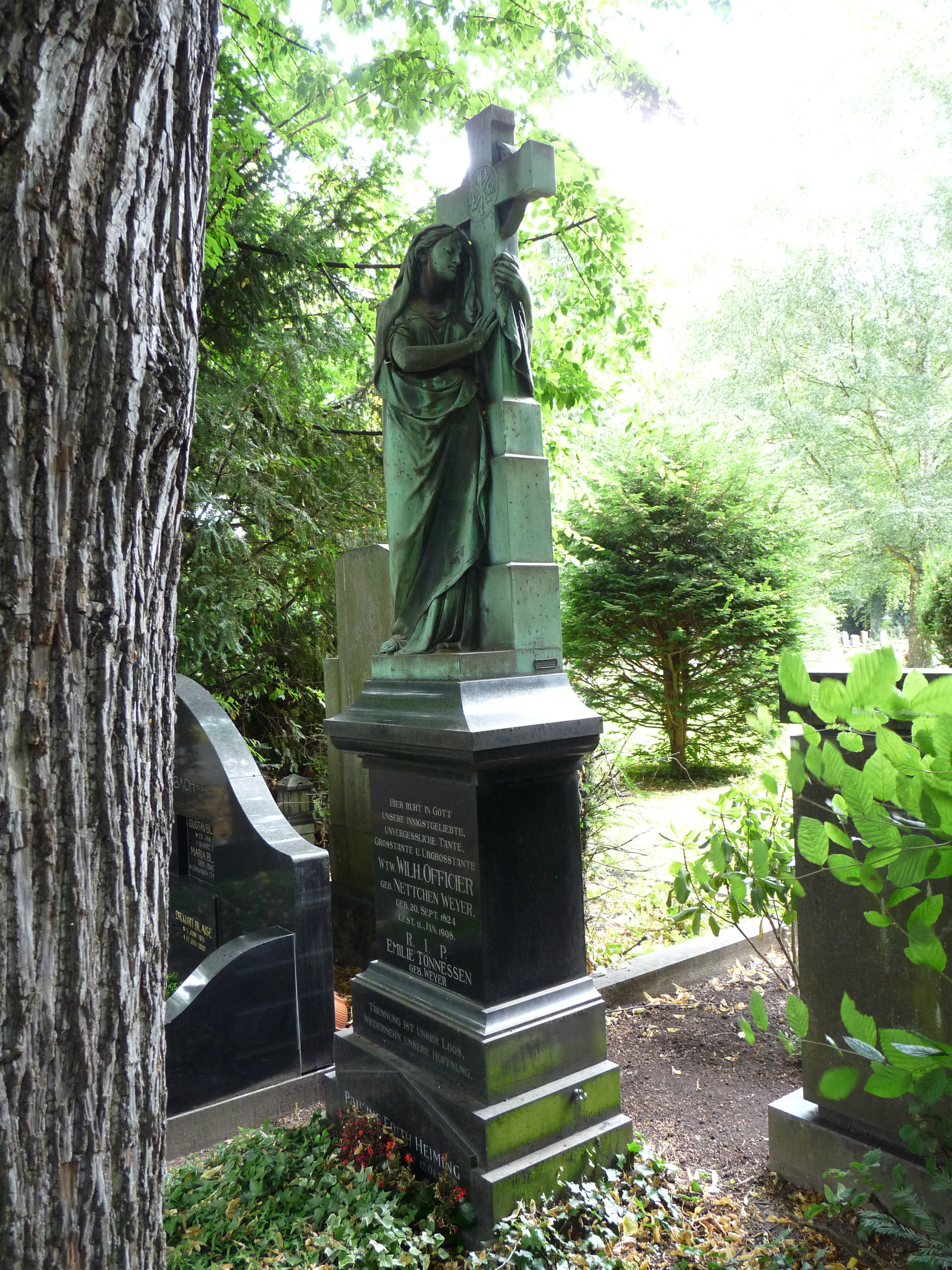
Grabmal Officier/Weyer/Tönnesen/Heiming, Lit. O, Nr. 128
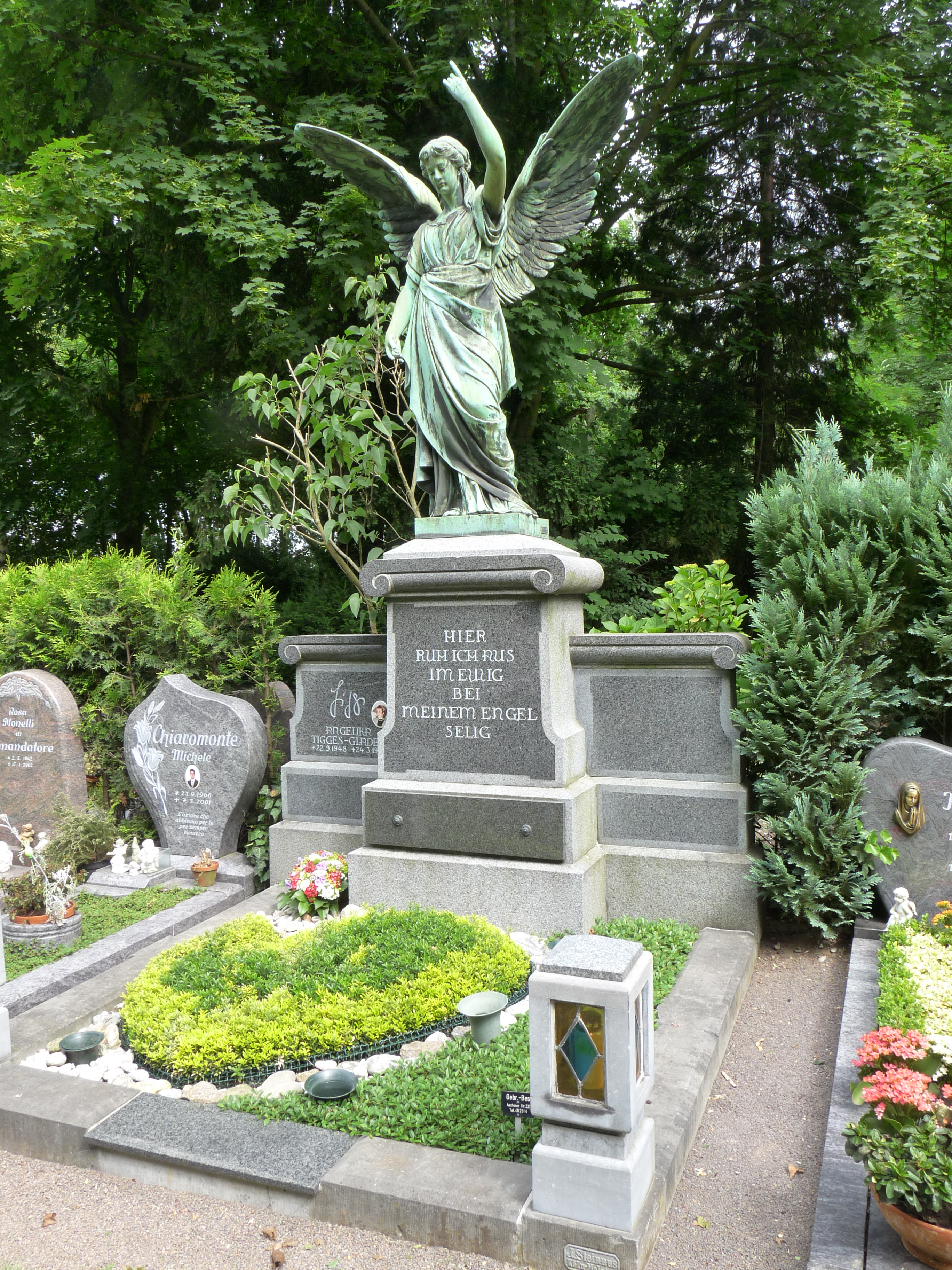
Grabmal Kramer/Erckelentz/u. a., Fl. 71, Nr. 105–106
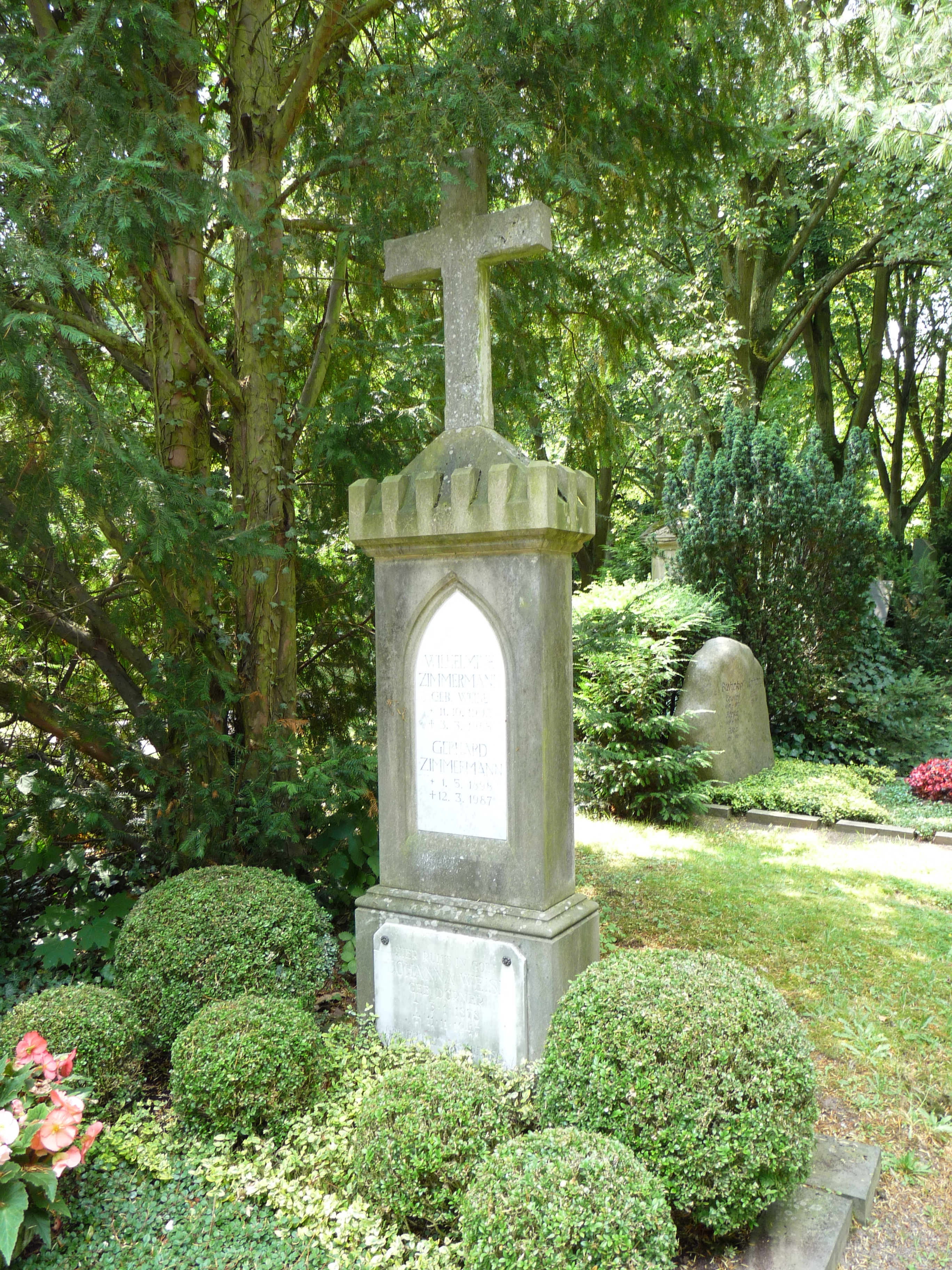
Grabmal Zimmermann, Lit. H, Nr. 199–200
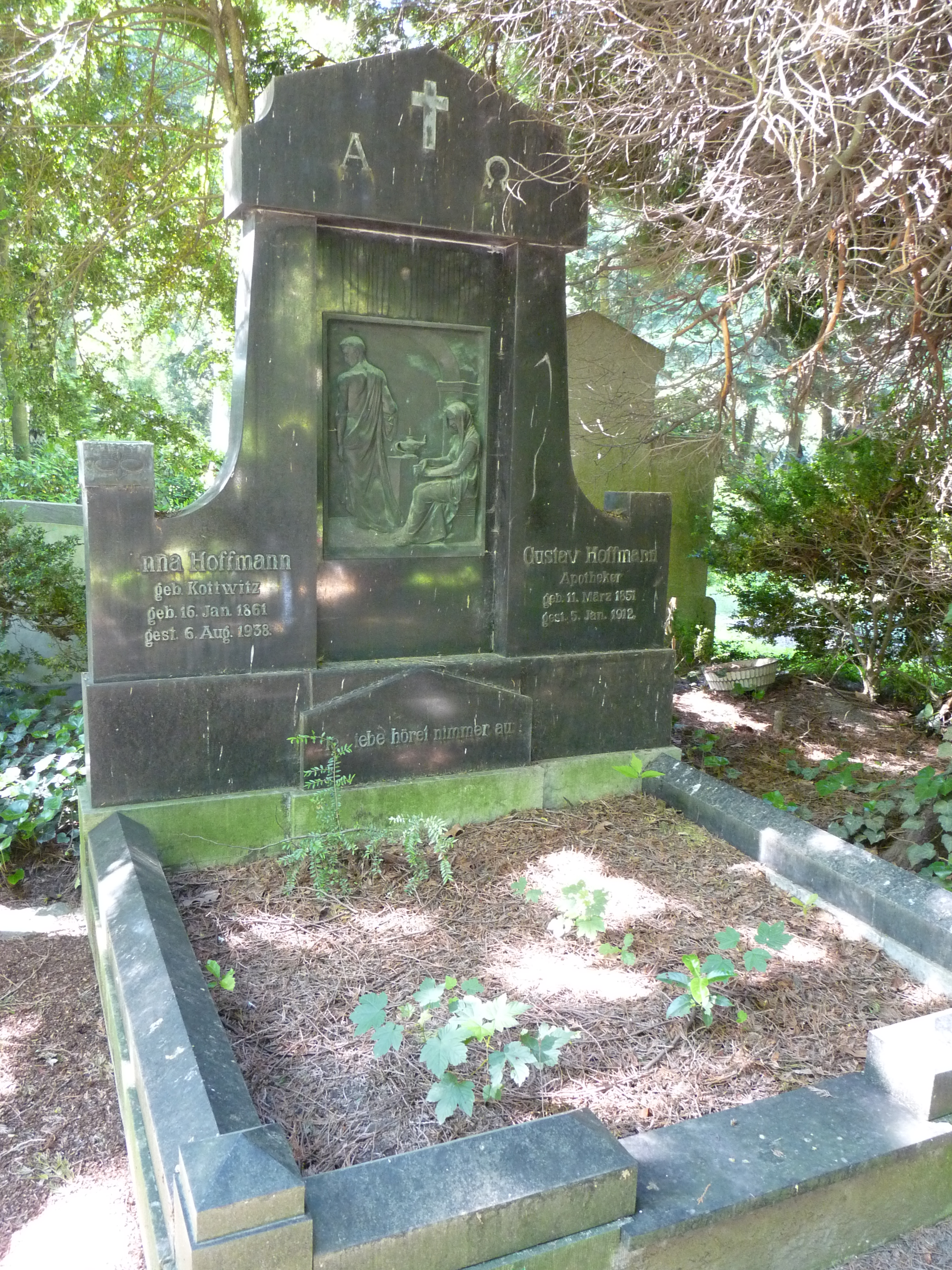
Grabmal Hoffmann, Fl. 64a, Nr. 56–57
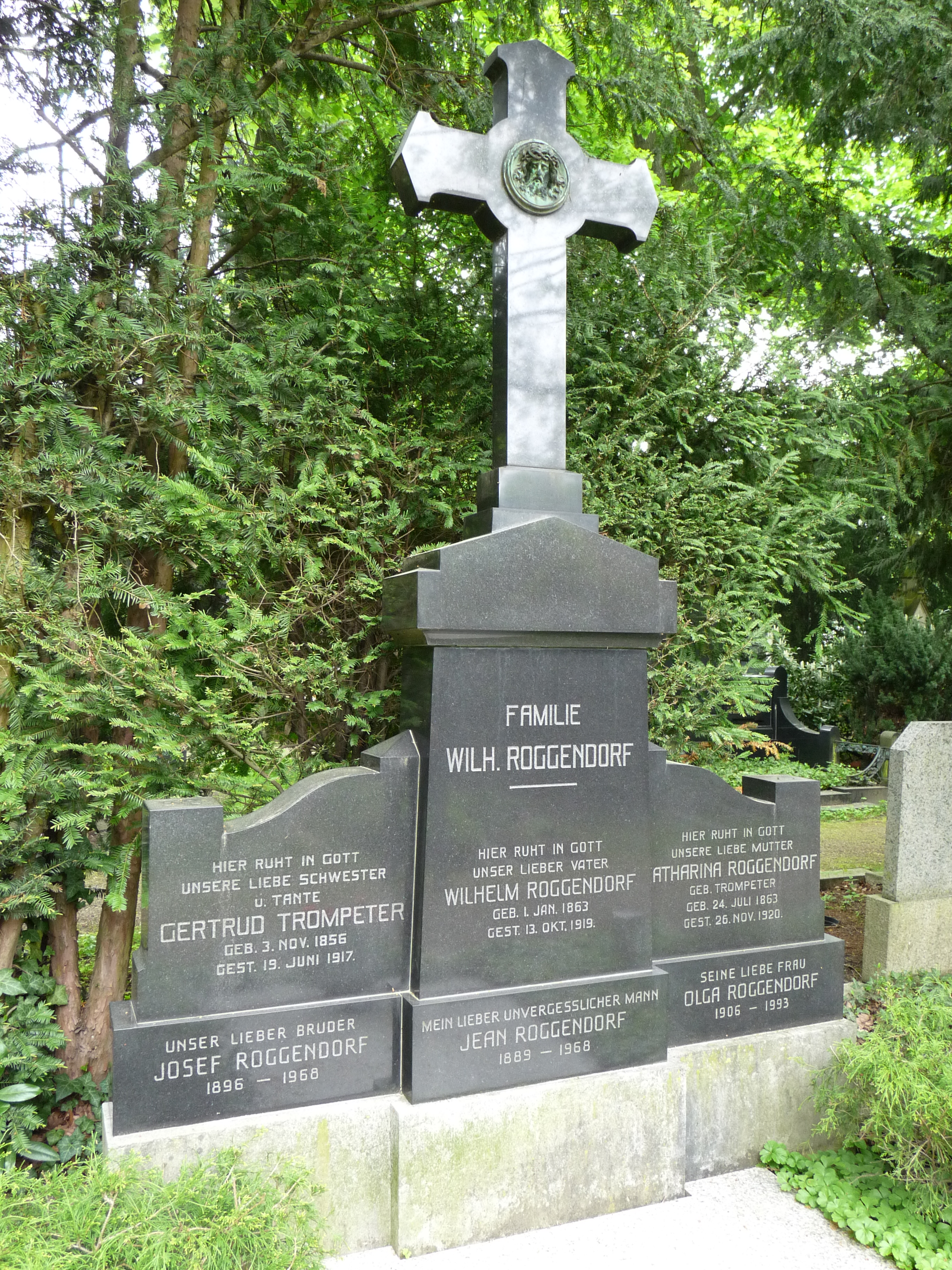
Grabmal Roggendorf, Fl. P, Nr. 114–116
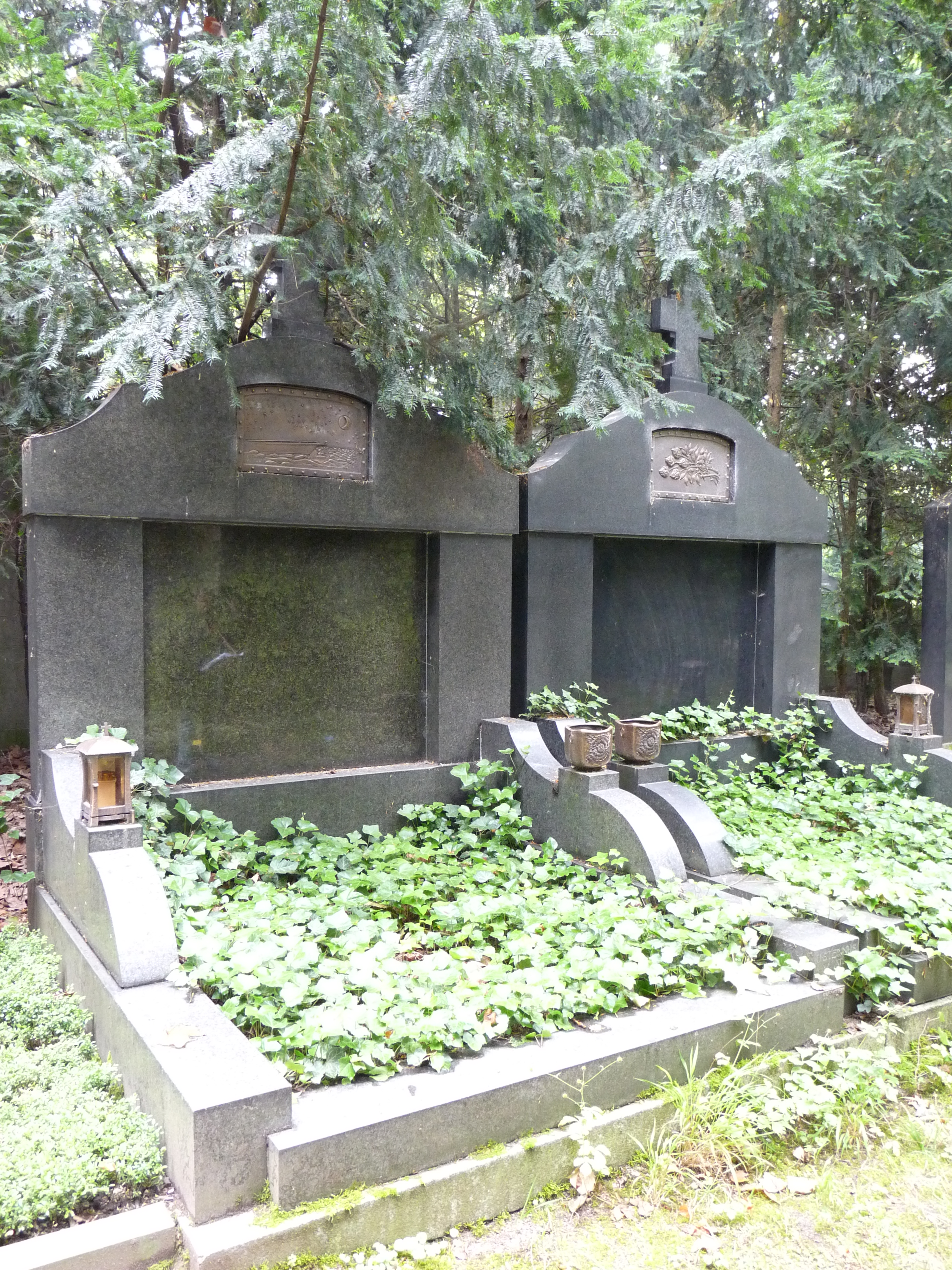
Grabmal Merten, Fl. 60, Nr. 98–99
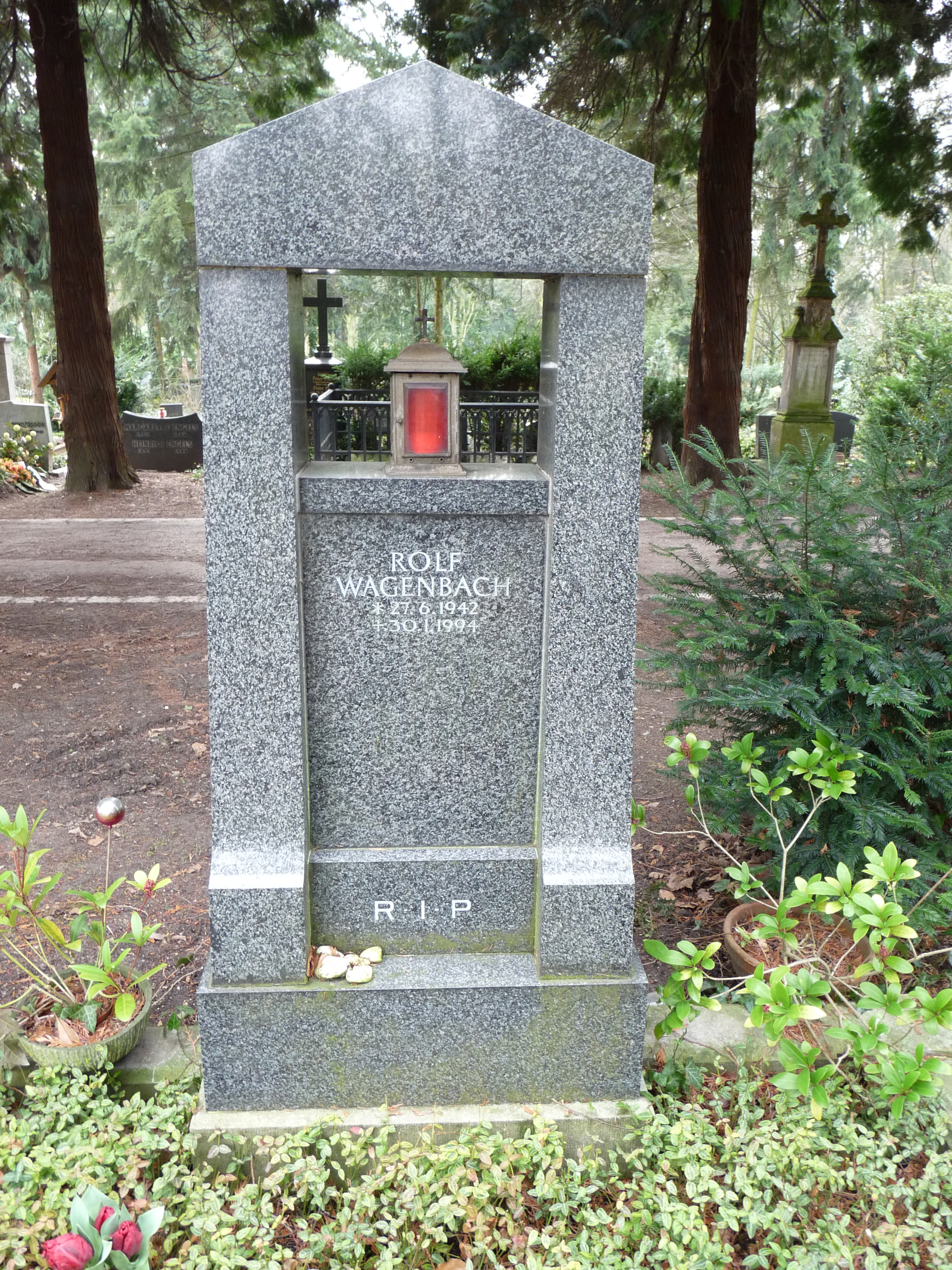
Grabmal Erven/Wagenbach, Fl. 28, Nr. 62–63
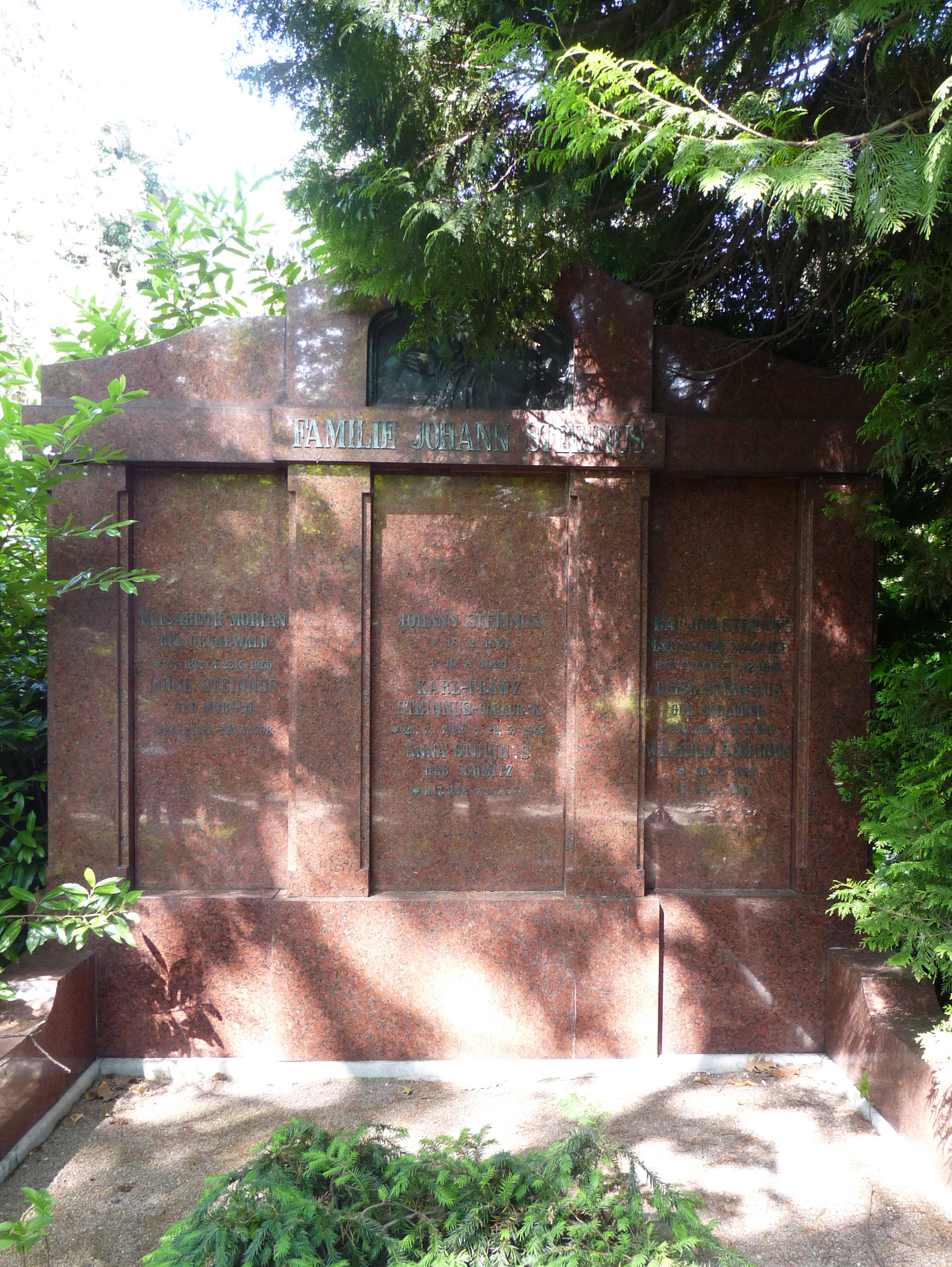
Grabmal Familie Steinnus, Fl. 73a, Nr. 10
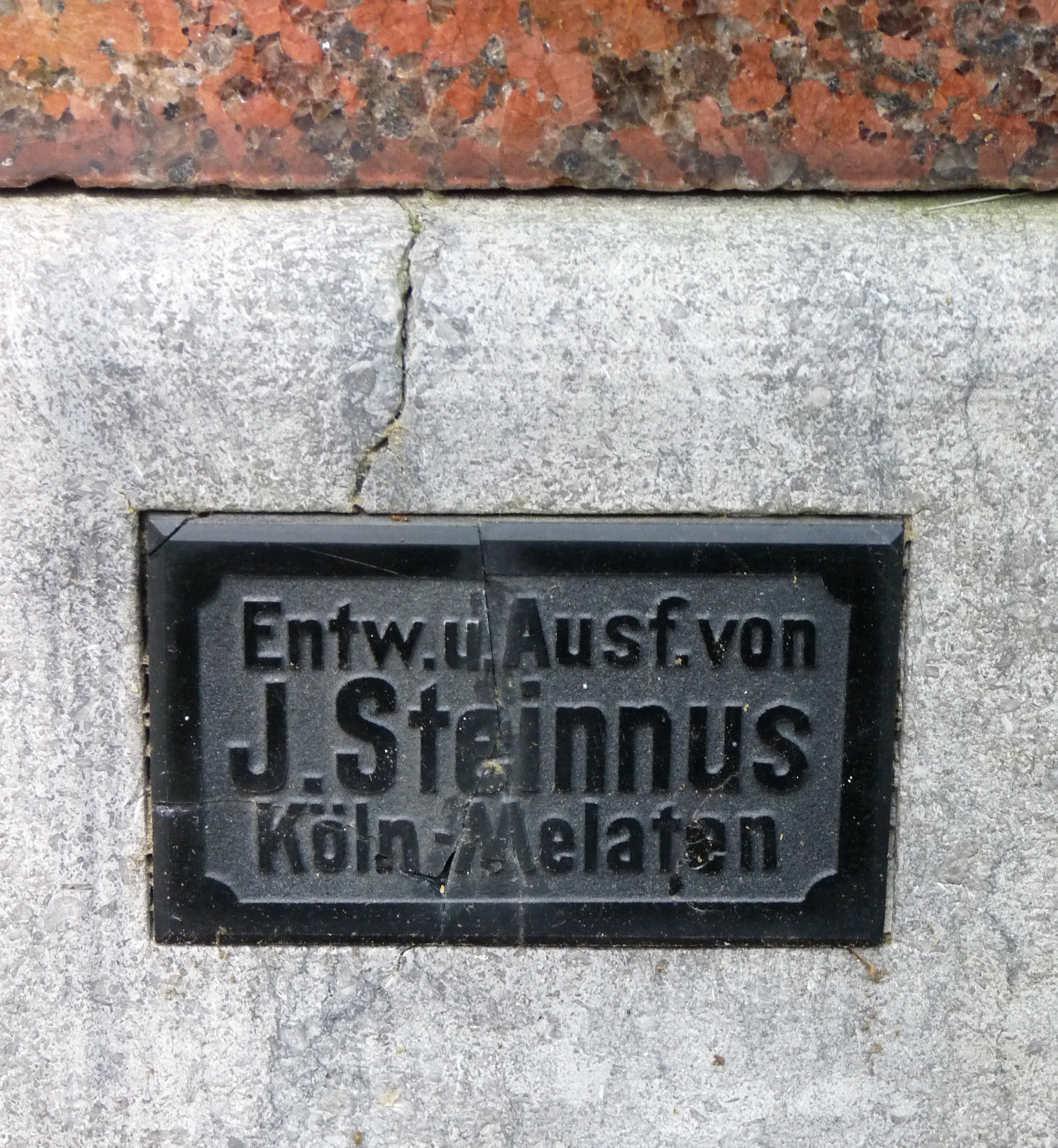
Firmenschild Johann Steinnus